# Action Zamość
Vous lisez un « bon article » labellisé en 2013.
L’Action Zamość (en allemand « Aktion Zamość ») est un projet expérimental de colonisation mené par le Troisième Reich en Pologne. Ce projet est appliqué, à partir de 1942, par le chef de la police et des SS du district de Lublin, Odilo Globocnik, à Zamość, une circonscription administrative du Gouvernement général de Pologne. Il a été longuement élaboré dès 1941, sous l’impulsion du Reichsführer-SS Heinrich Himmler, à partir d’études détaillées menées par des experts SS de la colonisation. La région de Zamość a été choisie en raison de la présence de colons allemands établis durant le règne de Joseph II, de la richesse du terroir et de Zamość même, une ville datant de la Renaissance.
La première implantation a lieu à la fin de l'année 1942, après la déportation des habitants juifs, l’expulsion des Polonais, le déplacement des Ukrainiens (réimplantés dans d'autres villages du district) et une sélection précise des Volksdeutsche venus de toute l'Europe. Elle est rapidement renforcée par une seconde implantation au tout début de janvier 1943, mais ces établissements coloniaux gérés par la SS demeurent précaires : ils sont rapidement attaqués par la résistance polonaise, renforcée par des prisonniers de guerre évadés et des soldats soviétiques débandés. À partir du mois de mars 1944, les nouveaux colons fuient sous la double pression de la résistance intérieure et de l'Armée rouge qui se rapproche. La colonie est complètement abandonnée lors de la conquête de la région par les Soviétiques, au début de l'été 1944.

## Zamość et de sa région, laZamojszczyzna

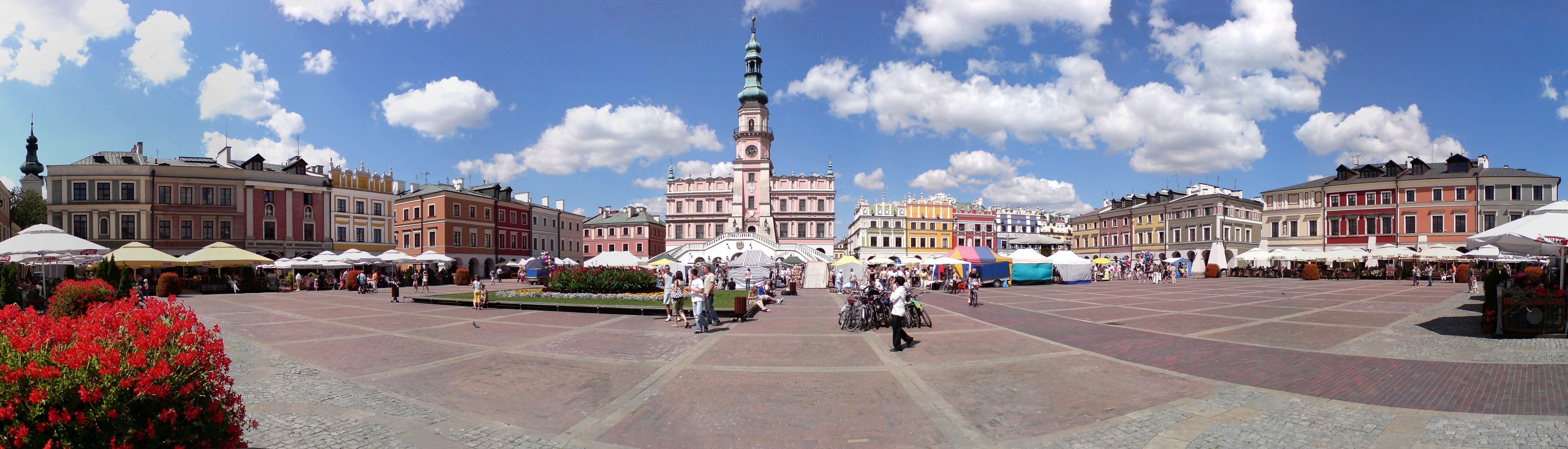
Panorama récent de la place du marché de Zamość (l'hôtel de ville se trouve dans le fond).

### Avant le déclenchement du conflit
Avant le conflit, le district est peuplé de 517 000 habitants , dont 413 000 personnes répartis dans les campagnes environnant la ville.
Deux tiers d'entre eux sont des Polonais, un quart des Ukrainiens, et on compte 10 % de Juifs, résidant en majorité à Zamość et dans les gros bourgs,. La ville de Zamość est ainsi située dans une zone de contact entre les populations polonaise et ukrainienne, entraînant une rivalité entre ces deux peuples slaves, que les occupants n'ont aucun mal, le moment venu, à utiliser selon leurs objectifs.
Représentant le tiers de la superficie de la voïvodie de Lublin, le district de Zamość est une riche région agricole, aux sols comparables aux terres noires ukrainiennes, dont les rendements suscitent l'intérêt des agronomes et des planificateurs agraires. Sa prospérité est basée sur la culture des céréales, des pommes de terre, et du tabac. Le district, densément peuplé (environ 81 habitants/km2), est dominé par une petite paysannerie polonaise et ukrainienne, se partageant des micro-exploitations de cultures vivrières. Ce tableau doit cependant être nuancé par l'importante famine foncière qui sévit dans cette région.
Peuplée de 26 000 habitants en 1939, la petite ville de Zamość, édifiée par le magnat polonais Jan Zamoyski (1541-1605) sur le modèle de Padoue, a connu au XIXe siècle un essor rapide, dans un contexte économique préindustriel ; cette croissance se poursuit après les soubresauts de la Première Guerre mondiale, la ville comptant 25 000 habitants en 1939. Cette croissance ne remet pas en cause le caractère pittoresque du centre-ville, déjà renommé dans les années 1930.
C'est dans ce contexte que les troupes allemandes entrent dans la ville le 17 septembre 1939.

### Le Gouvernement général de Pologne, administration compétente dans le district de Lublin

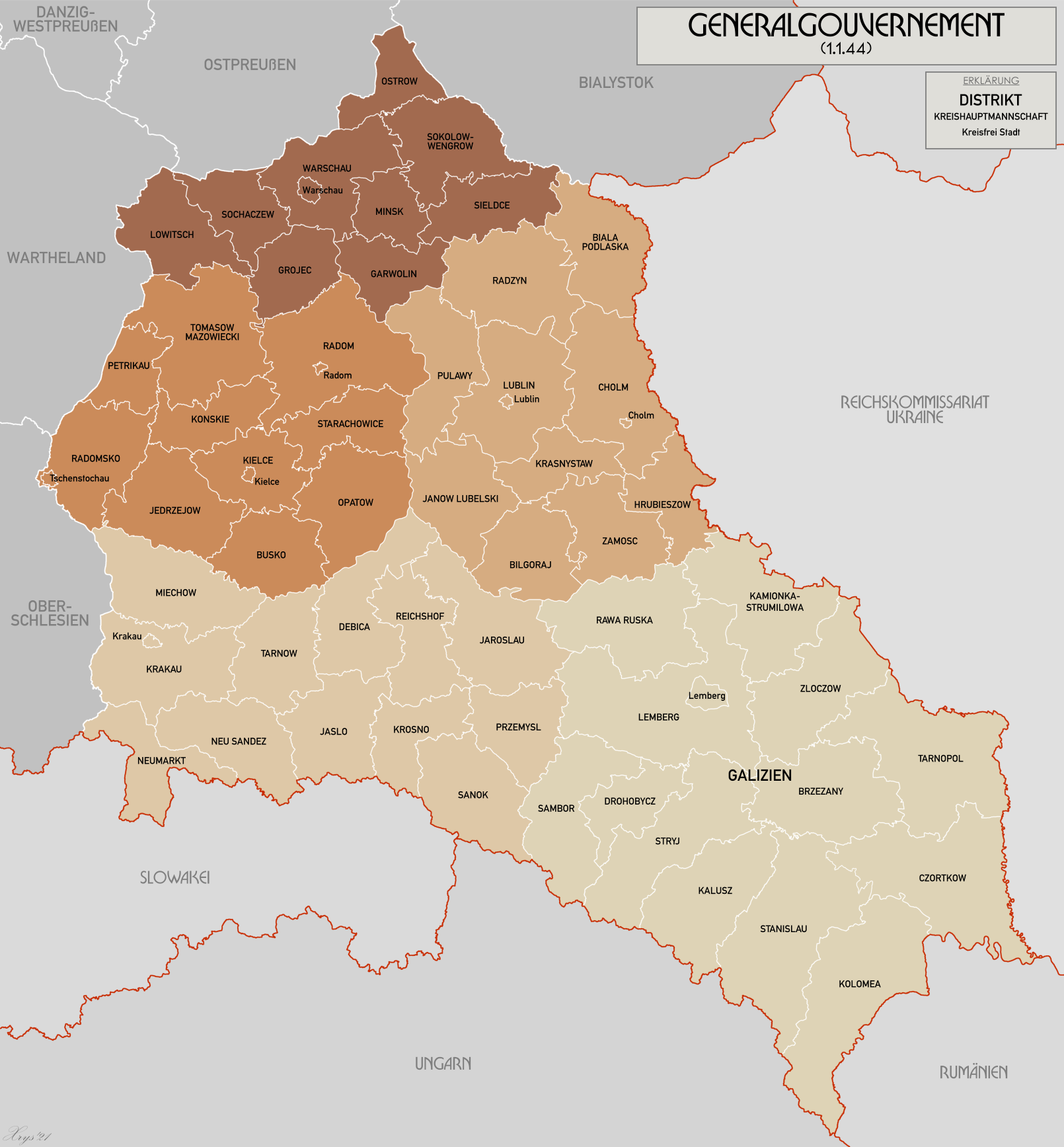
Carte des subdivisions du Gouvernement général. Le cercle de Zamość se trouve au Sud du district de Lublin.

La région de Zamość dépend administrativement du Reststaat, du « pays voisin », polonais mis en place à partir du 8 octobre 1939.
Dès la mise en place du Gouvernement général de Pologne, l'administration de Varsovie envoie sur place une centaine de fonctionnaires, résidant dans les gros bourgs du district, véritable courroie de transmission entre l'administration civile de Varsovie et l'administration polonaise maintenue dans les villages. Comme dans l'ensemble du Gouvernement général, le partage des responsabilités entre les fonctionnaires civils du Gouvernement général, peu nombreux et peu expérimentés, et les responsables allemands de la police créent les conditions d'un chaos administratif renforcé. En effet, les textes à portée législative ou réglementaire édictés par les services du gouverneur général sont appliqués, ou non, selon le bon vouloir des administrateurs en place.
Sur les territoires du Gouvernement général, la recherche nazie à des fins de colonisation bat son plein, renforcée par les projets élaborés à partir de 1940 : Durant le mois de mars 1941, Hellmut Körner, responsable du département de l'agriculture dans l'administration du Gouvernement général, propose un projet de modification de la structure foncière, avec comme finalités une hausse de la production agricole et la création de flux d'exode rural, permettant la création d'une main d’œuvre pour l'industrie.
Cependant, ces projets, ceux de la SS, et surtout leur mise en application génèrent une sourde hostilité de la part de Hans Frank et de ses subordonnés. En effet, jusqu'en juillet 1944, Frank s'oppose à la politique menée par la SS sur les territoires dont il a la responsabilité. Au mois de décembre 1942, Hans Frank, ancien avocat, soulève la contradiction qu'il trouve dans le souhait de planifier l'extermination des populations polonaises tout en se livrant à des calculs savants visant à établir précisément leur capacité de travail. Frank ne discute pas sur le fond et les projets polonais de Himmler et de la SS, mais sur les conséquences durant le conflit de la réalisation des projets coloniaux et raciaux nazis en Pologne : il fait ainsi le lien entre le traitement des Polonais et l'essor de la résistance intérieure, proposant une série de mesures destinées à améliorer le sort des populations polonaises, pour tenter de contrarier cet essor. La réponse de Kaltenbrunner, datée du 19 octobre 1944, à son courrier du 5 juillet de la même année, reprend les arguments développés par la SS tout au long du conflit.

### Le district de Lublin sous l'occupation allemande
Compétents dans une zone de confins, les administrateurs allemands doivent faire appliquer une masse de règlements édictés depuis Cracovie par le gouverneur général et son administration macrocéphale en dépit de sa réorganisation.
Nommé par Himmler SS- und Polizeiführer de Lublin le 9 novembre 1939, Odilo Globocnik s'entoure d'une équipe recrutée parmi ses proches durant son passage à Vienne en 1938. Il est muté en Slovénie annexée le 1er septembre 1943, cette mutation sanctionnant dans les faits la fin des projets de colonisation du district.
Jusqu'en 1941, le district est situé à la périphérie de la zone d'influence du Reich, dans un territoire frontalier, aux limites de l'Union soviétique. Cette proximité facilite l'organisation de maquis et rend toute politique de sécurisation et de contrôle effectif du territoire problématique. Ainsi, la tâche est confiée à une unité SS particulière, initialement recrutée parmi des chasseurs condamnés pour braconnage, la brigade Dirlewanger : les hommes de cette unité opèrent dans les forêts le long de la frontière, participent à des opérations de sécurisation de la frontière, de contrôle de la population et de lutte contre le marché noir, très actif dans la région.
Située dans le district de Lublin, confié à Odilo Globocnik, le cercle de Zamość est confié à un administrateur qui conserve son poste durant toute la durée de l'occupation, de la mise en place du régime d'occupation, en novembre 1939, à la libération du district par les Soviétiques en juillet 1944,.
De plus, en juillet 1941, la ville de Zamość change de statut : de confins, la région est perçue comme un nœud de communication en devenir ; en effet, le district se situe à l'intersection de deux axes principaux qui doivent mener de l'Allemagne proprement dite à l'Ingrie et à la Crimée ; le long de ces axes, des points d'appui SS doivent être aménagés. Dans ce cadre, le district constitue, aux yeux de Hitler, un rôle fondamental dans la réorganisation future de l'Est de l'Europe. À cette volonté d'exploiter le caractère de nœud de communication entre les communautés de Volksdeutsche réparties dans l'Est de l'Europe, s'ajoute celle de faire revivre l'héritage germanique de la contrée. La ville a en effet rejoint la ligue hanséatique rapidement après sa fondation. Puis, échue à l'Autriche en 1772, la région a connu, sous la tutelle de Joseph II, de profonds changements : le servage est alors aboli, les Juifs émancipés et, à partir de 1784, des paysans du Palatinat y sont installés. Or, à partir d'une liste de 732 colons recrutés lors de cette vague de colonisation se trouvant à Vienne, les services de Globocnik estiment le nombre de personnes à « regermaniser » à 7 500 personnes, issues de 151 familles originelles, qu'ils estiment pouvoir identifier,. Pour toutes ces raisons, Himmler souhaite ériger Zamość et son district en modèle de la colonisation future et lui conférer le statut de point d'appui SS. Ainsi, rapidement, de nombreux instituts liés à la SS s'installent dans le district et organisent leur travail en vue de projets coloniaux alors rapidement ébauchés en 1939 et 1940.

## Les projets coloniaux
Alors que, dans les premiers mois d'occupation de la Pologne, Hitler affiche le souhait de transformer les territoires polonais non annexés en « réserve juive », il change rapidement d'avis, comme il le confie à Alfred Rosenberg, dès le 29 septembre 1939. Ce changement de politique est explicitement formulé lors d'un entretien avec Hans Frank, gouverneur général de Pologne, le 17 mars 1941, souhaitant la germanisation du Gouvernement général de Pologne : intégrés dans le schéma directeur pour l'Est, les territoires qui en dépendent doivent être germanisés et être le lieu de la « réalisation de l'idée national-socialiste », selon le mot de Konrad Meyer-Hetling. Himmler, promoteur du projet, évolue dans ses représentations de l'avenir du Gouvernement général de Pologne durant l'été 1941.

### Dans le cadre de la colonisation agraire de l'Est
Proche des théories de Walther Darré, ministre de l’Agriculture et défenseur d'une colonisation par l'épée et la charrue, Himmler, et, à travers lui, la SS, suggère de coloniser l'Est, dans la lignée des colons militaires romains et surtout des colonisateurs allemands de l'époque médiévale, les chevaliers teutoniques ou de Henri le Lion. Ainsi, Himmler, approuvé par Hitler, propose de mettre en place une colonisation de peuplement à l'Est, perçu par la SS comme un espace « investi du passé germanique » et de faire vivre à la race nordique nouveau printemps. Cette colonie doit s'appuyer sur des paysans soldats de la SS, lotis à l'image des légionnaires romains ; ces vétérans ne cessent pas un seul instant d'être des soldats au service de la germanité : Reinhardt Heydrich souhaite établir un « mur de protection composé de paysans soldats », tandis qu'un fascicule de recrutement SS promet un avenir de soldats paysans aux vétérans de la SS ; Himmler, en avril 1943, ne cache cependant pas, devant un auditoire restreint, que l'avenir des vétérans ne sera pas une sinécure. Mais, au sein de la société paysanne indogermanique refondée par la SS, doivent régner l'harmonie et la paix.
La colonisation par l'épée et par la charrue, c'est-à-dire la conquête du sol alliée au remodelage des paysages constitue aux yeux de Walther Darré, théoricien du Lebensraum, la pierre angulaire non seulement des projets de refondation raciale, une manière de renouer avec les pratiques des « Indogermains », considérés comme les lointains ancêtres des Volksdeutsche. Cette conquête non seulement du territoire, mais aussi des terroirs, préside aux projets SS dans le district.
Ainsi, s'inspirant d'un modèle mythique d'une supposée colonisation indogermanique de la Grèce et l'Italie, les SS cherchent à promouvoir un projet colonial sédentaire : ce projet colonial et impérial, utopie agrarienne, conforme aux idéaux passéistes de Richard Walther Darré, est ainsi présenté comme la reprise de la tradition indogermanique du ver sacrum et se trouve lié de façon organique à la constitution du Lebensraum nazi en Europe. C'est dans cette logique que les colons germaniques s'installent dans les champs ouverts de Pologne, dans le riche terroir de Zamość.
Ces projets sont systématisés durant le printemps 1940 par Konrad Meyer-Hetling, le principal planificateur nazi, dans un projet visant à la création de colonies agricoles en Pologne le long de la future frontière ethnique, reliées entre elles et au Reich.

### Zamość, lieu d'expérimentation SS
Ainsi, dès le 20 juillet 1941, Himmler, alors à Lublin, ordonne à Globocnik, nommé pour la circonstance « délégué pour la mise en place d'avant-postes des SS et de la police dans le nouvel espace à l'Est », d'intégrer la ville et le district dans les projets coloniaux.
Dès l'été 1941, à la suite de sa visite sur place le 20 juillet, Himmler autorise Globocnik à construire ou à rénover des fermes, en vue de les doter d'équipements modernes, et à recruter, pour s'acquitter de cette tâche, une équipe d'architectes, d'entrepreneurs, de décorateurs d'intérieurs, d'arpenteurs et d'experts en drainage. Ces équipes, recrutés sur ordre de Globocnik, travaillent depuis le mois de novembre 1940 à Lublin; de ce travail, des projets d'aménagements sont mis en œuvre à partir de novembre 1942, l'état d'insurrection larvée empêchant la poursuite de leur mise en application au-delà du mois de mai 1943 ; des plans de maisons modernes, des propositions de dessins de façade sont minutieusement élaborés. Au début de l'année 1943, ces plans connaissent un début de concrétisation : des travaux commencent dans les villages à germaniser, conformément aux plans établis durant les mois précédents.
Par une ordonnance du 12 novembre 1941, il précise ensuite les objectifs de la colonisation : recréer une petite patrie modèle sûre pour des Volksdeutsche de Bosnie et du Gouvernement général, ces derniers étant rassemblés sur ordre de Globocnik, suivant les instructions de Himmler. Pour permettre la rapide intégration de cette région dans le schéma directeur pour l'Est, des études sont commandées à des experts de la SS, qui effectuent leurs recherches à partir du foyer SS mis en place par le SS- und Polizeiführer Globocnik. Ce dernier confie aux chercheurs SS,, réunis par Globocnik à partir de l'été 1941, la mission d'étudier les modalités pratiques de la colonisation.
Avec la mise en place de ce projet, Himmler et la SS souhaitent démontrer, notamment au gouverneur général de Pologne Hans Frank et à son administration qui sont en désaccord sur les modalités, qu'il est possible de mener une politique de colonisation immédiate. Ainsi, aux yeux de Himmler et de la SS, il convient de répartir la population autochtone, constituée de Polonais, de Volksdeutsche et d'Ukrainiens, en catégories ethniques, puis de repérer les « forces racialement et biologiquement de valeur » afin de leur faire réintégrer le Reich et ses populations germaniques. Ainsi, en 1941, von Seltmann, puis en 1942, Werner Gradman, officiers SS spécialistes des questions raciales, sont envoyés dans le district pour « redécouvrir les foyers de germanité occultés » du pays de Zamość.
Parallèlement à ces recherches, un travail est mené par la SS afin de conférer à cette action de colonisation une valeur de modèle à suivre. Ainsi, Hellmut Müller, officier SS, définit les modalités selon lesquelles doit être mise en œuvre toute action de colonisation nazie : la première étape du processus doit aboutir à la création d'une ligne de villages peuplés d'Allemands ou de Volksdeutsche, octroyant ainsi dès le départ une dimension raciale, raciste et völkisch aux entreprises coloniales nazies en Pologne.

### Zamość, étape dans la réalisation des projets coloniaux nazis

Zamość, une étape dans la réalisation de l'expansion territoriale germanique vers l'Est.

Conçue comme un projet colonial et la première étape du schéma général de l'Est, la mise en place de cette patrie modèle obéit aussi à des impératifs de défense de la germanité. En effet, lors de la mise en œuvre du projet, Globocnik souhaite repousser les frontières au-delà desquelles doivent être refoulés les Polonais, afin de repeupler les espaces ainsi vidés de leur population par des Allemands. Dans un premier temps, il développe l'idée d'organiser des points d'appui SS destinés à servir à la fois de bases pour la lutte contre les partisans et d'avant-postes pour la colonisation, : en leur sein, organisés autour de représentants de différents services de la SS, se trouvent aussi plusieurs propriétés agricoles modèles. Ces points d'appui SS répondent à la fois à un impératif de protection, en servant de bases de départ pour les opérations contre les partisans, et à un objectif de colonisation, en constituant le noyau des futurs villages de colonisation.
Le projet lancé à Zamość, élaboré à la suite de la prise de conscience du caractère irréaliste des projets, s'inscrit dans le cadre de la politique de création de points d'appui coloniaux à l'Est, disséminés selon le modèle proposé par Walter Christaller.

### L'implication de Himmler et de la SS dans toutes les étapes du projet

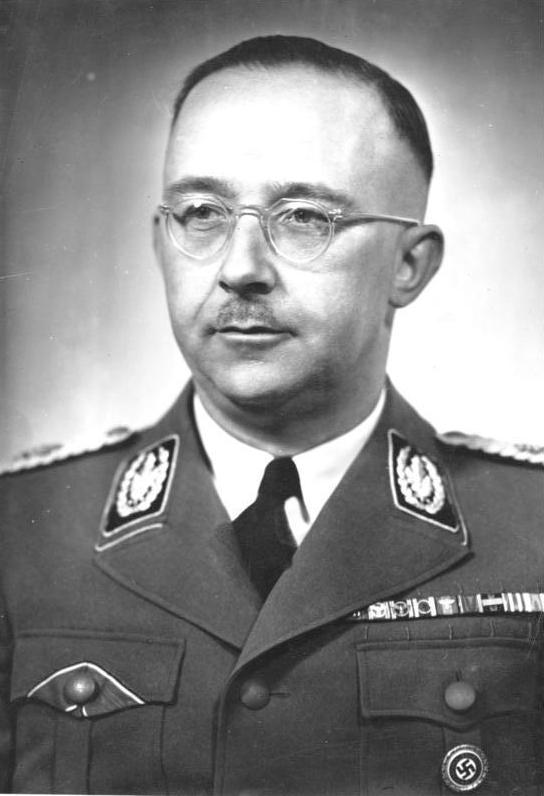
Heinrich Himmler surveille de près la réalisation des projets coloniaux dans le district.

Aux yeux de Himmler, la campagne de colonisation et d'installation dans l'Est de l'Europe est un « nouveau printemps », à la fois pour le peuple germanique et pour la terre sur laquelle les colons germaniques doivent s'installer.
Nommé le 7 octobre 1939 commissaire du Reich pour la consolidation de la race allemande, Himmler est responsable de la politique de colonisation dans le Gouvernement général ; dans les faits, il délègue ses pouvoirs aux chefs de la police et des SS du territoire du Gouvernement général, Friedrich-Wilhelm Krüger, aux subordonnés de ce dernier dans chaque district, pour imposer la politique raciale et coloniale de la SS et aux experts du RuSHA, bureau du Reich pour la race et le peuplement. Composé d'experts en colonisation ayant adhéré au NSDAP dans les années 1920, ce bureau de la SS jouit en Pologne occupée de compétences élargies, et met rapidement en application les recommandations édictées depuis le début des années 1930, en lien avec des recherches en cours depuis les années 1920.
Le quatrième partage de la Pologne fournit à ces chercheurs nazis l'occasion de vérifier les théories élaborées dans les années précédentes et de mettre en application les projets coloniaux et raciaux édictées durant cette période.
À partir de juillet 1941, la décision est prise de germaniser le Gouvernement général de Pologne, et Himmler, commissaire du Reich pour le renforcement de la germanité, décide de la création d'un grand territoire de peuplement dans le district de Lublin. Il en confie la réalisation à Globocnik, dont il apprécie le dynamisme tout en étant conscient de ses défauts,. La réussite de cette mission constitue aussi sa dernière chance de briller dans les cénacles SS. En accord avec la Wehrmacht, Globocnik propose à Himmler de construire un Ostwall, c’est-à-dire une ligne de défense orientale, allant de la Baltique aux Carpathes, constituée par un fossé antichar de 50 mètres de large et plus profond que le niveau de la nappe phréatique. Himmler voit d'un œil favorable ce projet, et souhaite le doubler par la mise en place d'un rempart de peuplement.
Après avoir arpenté et visité le district (une rumeur se répand même sur son souhait de donner son nom à la ville), le choix de Himmler se fixe sur la ville de Zamość, dont il ordonne la germanisation immédiate. Cette décision s'intègre dans l'idée que se fait ce dernier de la première étape de la colonisation allemande de l'Est de l'Europe : il s'agit pour lui, comme il le rappelle dans un discours à ses subordonnés les SS- und Polizeiführer du Sud de la Russie, de mettre en place des avant-postes de colonisation le long des voies de communication les plus importantes, reprenant ainsi les projets définis par les plans de Konrad Meyer-Hetling.
La mise en œuvre du projet comprend au préalable la restauration de la ville de Zamość. Ainsi, Himmler fait restaurer la place carrée du Grand Marché datant de la Renaissance ; de même, le Reichsführer SS se réserve un hôtel pour ses invités et lui-même, afin d'y résider lors de ses fréquentes visites.
Durant les mois qui suivent, Himmler se rend à plusieurs reprises dans le district pour superviser la mise en œuvre des projets de colonisation, notamment au mois de juillet 1942. Le 19 juillet, en compagnie de Globocnik, Himmler inspecte minutieusement le territoire, s'intéresse de très près au processus de classement de la population, se faisant présenter des familles représentant les différentes catégories, de I à IV. Au mois de novembre, l'expérience de colonisation commence, sur les consignes extrêmement précises de Himmler, avec des expulsions brutales de population.
Ce dernier donne également des consignes dans le domaine de la lutte contre les mouvements de résistances qui se déchaînent dans le district à partir de la fin de l'année 1942. Alerté de l'ampleur des actions de la résistance grâce au chef de la police et des SS du district de Cracovie par une dépêche datée du 28 janvier 1943, il ordonne dans sa réponse une répression accrue, et si nécessaire, l'extermination des habitants des villages polonais, qui doivent être rasés.

### L'Action Zamość, point de fixation des rivalités entre occupants
Mais les projets de la SS dans le district de Zamość suscitent de la part de certains responsables allemands de fortes réserves. Celles-ci sont à la fois émises par les services de Frank, le gouverneur général de Pologne, par le ministère de l'Est et par celui de l'Agriculture. Himmler, qui suit le projet de près, décide de n'en tenir aucun compte, reprochant même à Hans Frank de « se montrer trop anxieux » face à des problèmes passagers.
Le contexte de préparation, puis de réalisation, du projet Zamość fait l'objet de luttes sourdes opposant Frank et son administration d'une part, à Himmler (et la SS), allié à Bormann et Lammers d'autre part, et crée les conditions de l'exacerbation des rivalités entre nazis. Ainsi, Odilo Globocnik et Heinrich Himmler exploitent la moindre absence du Gouverneur général pour donner une impulsion vigoureuse au projet : le 20 juillet 1942, profitant d'un déplacement de Frank, dans le Reich, Himmler, en visite à Lublin, définit les prérogatives de la SS dans le district ; à la fin du mois de novembre 1942, les premières expulsions massives de Polonais se déroulent tandis que Frank est en déplacement dans le Reich. Cela entraîne des réactions officielles de Hans Frank qui lutte contre les représentants de Himmler au sein du Gouvernement général, lors des séances du conseil des ministres du territoire, le 25 janvier 1943, notamment, ou encore dans ses échanges de lettres avec Hitler. Au début de l'année 1943, cette attitude de Frank semble porter ses fruits, au vu du changement d'attitude de Himmler, en partie dicté par le contexte de la défaite de Stalingrad.
De plus, à partir du début de l'année 1943 et alors que la résistance polonaise se déchaîne dans le district, les représentants de Frank, ce dernier ayant été écarté lors de la phase préparatoire du projet, lancent une guerre de rapports avec les services de Himmler et de ses subordonnés sur place, en pointant les conséquences des évacuations sur l'attitude de la population et sur la production, si utile à l'effort de guerre allemand. Ainsi, les services de Hans Frank émettent des réserves sur le projet, essentiellement en raison des réactions que cela peut entraîner dans la population polonaise. Frank est de plus appuyé par les services des ministères économiques, qui se préoccupent avant tout des conséquences des expulsions des Polonais et des Ukrainiens sur la production agricole. À ces remarques, qui comportent des accusations à peine voilées de trahison, Globocnik, « Dummer Odilo », Odilo l'idiot (ou le simplet), comme l'appelle Frank, répond par le mépris et des accusations de sédition.
De plus, ces fortes réserves des services du gouverneur général se matérialisent aussi autrement que par l'envoi de nombreuses notes et rapports au gouvernement central de Berlin : ainsi, de façon moqueuse et ironique, un subordonné du gouverneur général nomme la ville « Pflugstadt », qui peut être traduit par « charrue-ville » (de Pfluge, charrue, et Stadt, ville), ou encore Himmlerstadt.
Durant l'année 1943, Frank obtient des succès d'estime, mais face à Himmler nouvellement nommé ministre de l'Intérieur au mois d'août, lui et son administration sont vite réduits au rang de simple courroie de transmission d'ordres venus de Berlin. Dès lors, le nouveau ministre de l'Intérieur du Reich ne tient plus compte du gouverneur général de Pologne et des objections qu'il peut formuler.
En réalité, ces oppositions et rivalités masquent surtout des divergences tactiques sur le projet de germanisation de la Pologne. Alors que Frank défend une germanisation lente, parfois assimilatrice, des populations des territoires occupés, Globocnik, suivant les projets et les consignes de son supérieur Himmler, défend des procédés aboutissant à une germanisation rapide, selon des principes qui se veulent scientifiques, dans le cadre d'une étude quantitative et qualitative des populations soumises au tri racial, en vue de repérer en leur sein les éléments germaniques ou germanisables.

## Des projets rapidement appliqués

### Le sort des populations autochtones
Avant même la mise en place officielle du projet de colonisation en 1941, les habitants sont recensés et classés selon leur origine nationale et religieuse. Dès le printemps 1940, les notables locaux, polonais pour la plupart, sont arrêtés et exécutés. À la fin de l'année 1942, les Polonais, « du matériau effroyable sous une mince couche germanique », sont expulsés.

#### La Shoah dans le district de Zamość, étape importante de la mise en place de la colonie
Pour un article plus général, voir Shoah en Pologne.
Pour les promoteurs du projet, l'extermination des populations juives du district constitue à la fois un préalable indispensable au processus de colonisation, et une partie essentielle du nettoyage ethnique opéré dans le district. Ce nettoyage est facilité par la proximité du camp de Bełżec, situé à 40 km de Zamość. Cette proximité, ainsi que la dimension spectaculaire donnée par les SS à ce nettoyage ethnique, permet aux habitants de disposer d'une connaissance assez précise du sort des Juifs dans l'Europe nazie.
Dès l'été 1940, les Juifs du district sont ainsi considérés comme un réservoir de main d’œuvre pour les projets de mise en défense du Bug élaborés par Globocnik; les Juifs du district sont ainsi recensés de façon exhaustive, puis internée et mise au travail.
La visite de Himmler dans le district, à partir du 20 juillet 1941, accélère la mise en place du processus. Au mois de novembre 1941, alors que la population du district a dûment été recensée et classée, le massacre des Juifs est entamé, conformément à l'ordre visant à exterminer les Juifs du Gouvernement général. Le massacre est opéré de façon spectaculaire, pour frapper les esprits et convaincre les Polonais de ne pas s'opposer à la politique de colonisation, sous peine de connaître le même sort. Une année plus tard, en novembre 1942, l'ensemble des Juifs du district ont été exterminés.
Une fois les essais effectués sur des prisonniers politiques et des malades mentaux en janvier et février 1942, les populations juives du district sont raflées puis exterminées à partir du 2 avril 1942. 43 800 Juifs du district sont ainsi exterminés entre avril et novembre 1942. Ainsi, le 11 avril 1942, le jour de Pessah, date sciemment choisie par les Allemands, les SS opèrent leur première rafle parmi les Juifs de la ville, plus nombreux depuis l'arrivée peu de temps auparavant de Juifs du Protectorat et du Reich. Dans le district, les Juifs sont éliminés, soit exécutés par balle, soit déportés à Belzec, ou bien rassemblés dans des ghettos rapidement surpeuplés où sévissent la faim et le typhus. Ces ghettos sont vidés durant l'automne 1942, les Juifs rassemblés étant fusillés en octobre. Les dernières mentions des fusillades et déportations de Juifs dans les journaux tenus par les notables locaux sont datées du 26 novembre 1942.

#### Expulsions des Polonais

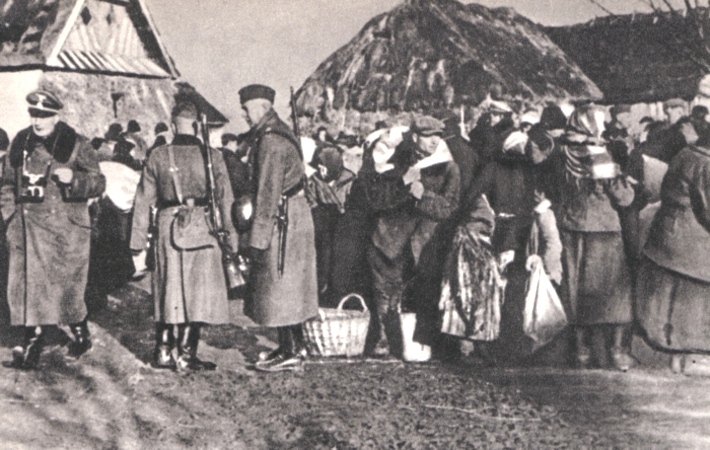
Des agriculteurs polonais expulsés de Zamość, hiver 1942-1943.

En novembre 1941, les expulsions commencent et plusieurs milliers de Polonais, qui avaient échappé aux massacres de 1940, sont expulsés de façon brutale ou réinstallés dans les fermes saisies aux Juifs de la région. Ces expulsions désorganisent l'économie de la région, ce qui crée des frictions entre responsables allemands. Les responsables des affaires agricoles critiquent d'ailleurs ouvertement les expulsions.
Une fois les Juifs exterminés, en novembre 1942, les directives d'expulsion des Polonais du district sont mises en application, dès le lendemain, soit le 27 novembre, à trois heures du matin. Dans les villages encerclés par la police allemande et la SS, les populations reçoivent l'ordre d'abandonner leurs fermes et leurs biens, à l'exception d'un bagage à main par personne, les récalcitrants et les fuyards étant exécutés. Durant cette « évacuation », la première vague, qui dure du 27 novembre au 17 décembre 1942 la commune de Skierbieszów, située au nord de Zamość et qui regroupe quarante villages, est vidée de ses 50 000 habitants par une soldatesque ivre. Les Polonais expulsés sont alors rassemblés dans leur village, parfois pendant plusieurs heures, puis dirigés vers les autres villages du district à travers champs, sous la surveillance de gardes SS, qui massacrent les expulsés à la moindre résistance.
Au cours de l'année 1943, à la faveur des opérations de lutte contre les partisans, Werwolf I et II, 65 000 personnes supplémentaires sont expulsées. Au cours de la première opération, sur 32 000 expulsés, 87 personnes sont envoyées dans le Reich pour regermanisation, 9 % sont classés dans le groupe IV, promis à la mort, et les autres sont envoyés dans le Reich pour travailler pour le compte de l'effort de guerre allemand. La deuxième opération se solde par l'expulsion de 36 398 personnes, dont 264 sont classées dans les groupes I et II, 81 % classés dans le groupe III, 71 % qui restent dans le Gouvernement général, 10 % qui sont raflés pour aller travailler dans le Reich, le reste est déporté à Majdanek. De plus, 7 000 Ukrainiens sont expulsés durant cette période dans des conditions plus favorables que les Polonais : ils peuvent emporter leurs biens et sont réinstallés dans le cercle de Hrubieszow, dont on a préalablement expulsé 4 500 Polonais.

#### Le classement des populations et leur sort
Une fois expulsés, les Polonais sont rassemblés dans un « camp de regroupement », situé à Zamość même.
Selon les critères nazis et après l'examen racial qui suit leur expulsion, les populations non juives de la région sont réparties dans quatre groupes au sort différent. Les membres des groupes I et II, les raciaux, comme les appellent les détenus du camp de regroupement, qui sont définis comme des Allemands de troisième ordre et sont envoyés dans un premier temps à Litzmannstadt. Ils doivent y subir des tests, comportant un examen anthropométrique exhaustif, aboutissant à une sélection supplémentaire ; de là, les membres de ces groupes sont envoyés dans le Reich, pour regermanisation. Ils sont alors placés en observation, préalable à l'acquisition de la nationalité allemande.
Les membres du groupe III sont répartis en deux groupes : les paysans, qui restent sur place pour servir de main d’œuvre aux populations de Volksdeutsche qui doivent s'installer dans le district, et les autres qui sont dispersés pour travailler, soit dans le Reich, soit dans le Gouvernement général, pour remplacer des Juifs affectés à des productions stratégiques.

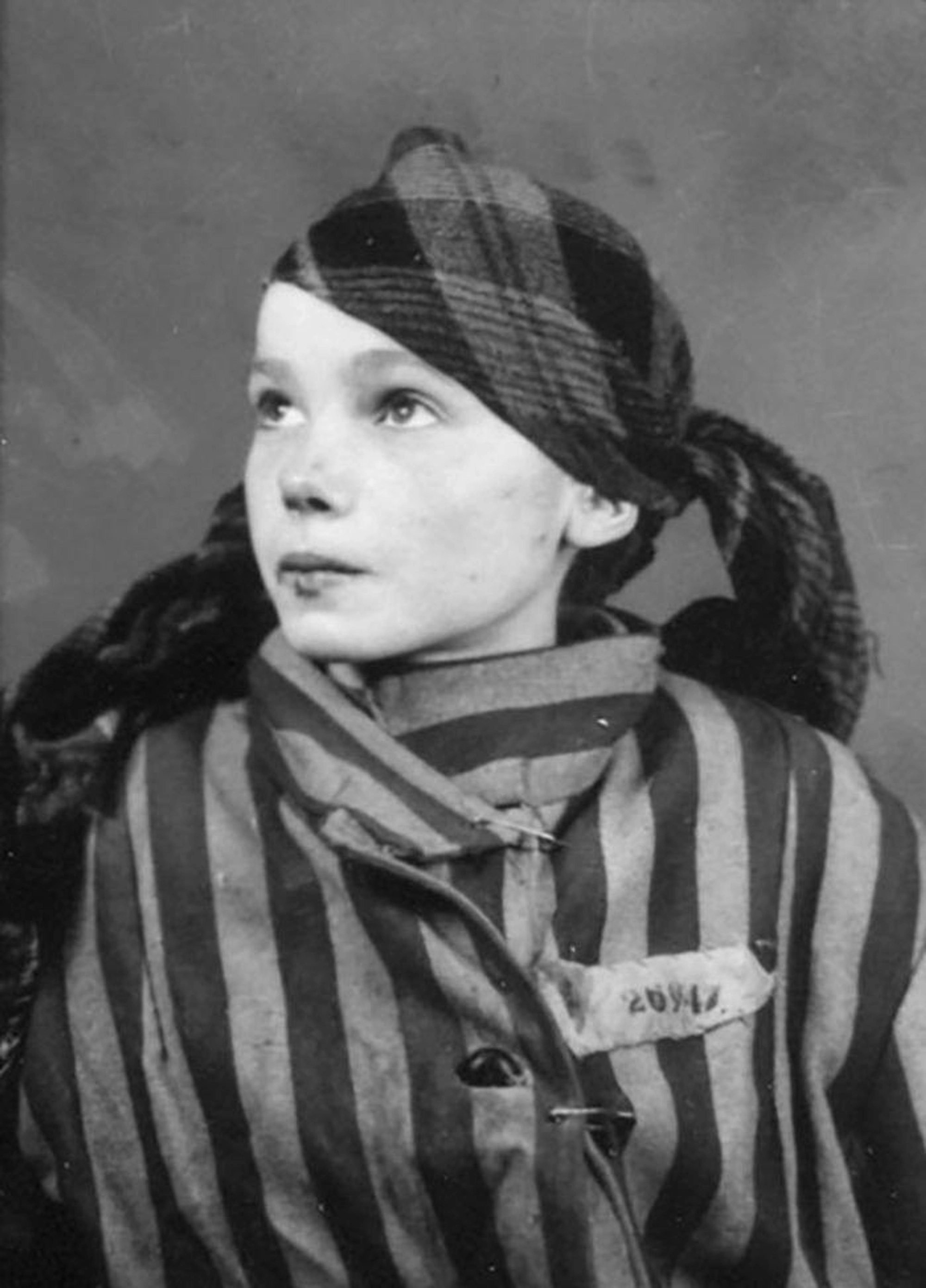
Czesława Kwoka (14 ans) est classée dans le et assassinée à Auschwitz en 1943.

Enfin, les membres du groupe IV, regroupant les personnes incapables de travailler, sont envoyés soit à Auschwitz soit dans des « villages de rentiers », en réalité des mouroirs. Dans ces derniers, on parque ensemble les personnes de plus de soixante-dix ans et les jeunes de moins de quatorze ans, regroupés de façon aléatoire.
Par un rapport de l'office central des migrants, administration allemande dans le Gouvernement général, les chiffres de la première expulsion massive, en décembre 1942 sont connus : 9 771 personnes originaires de 60 villages du district ont été expulsées et soumises au tamis de la sélection raciale de la SS. 2 716 d'entre elles restent sur place comme ouvriers spécialisés ou travailleurs agricoles ; sur les 7 055 personnes étudiées par les raciologues SS, 314 ont été classées dans le groupe II, à regermaniser, 5 147 doivent être classées dans le groupe III, c'est-à-dire promises au travail dans le Reich, et 1 594 déportées à Auschwitz, dans le camp de travail. Au sein des 5 147 personnes relevant du groupe III, 1 751 doivent être envoyées dans l’Altreich pour y travailler, 1 436 personnes, souvent les plus vieux et les inaptes au travail, sont promises aux villages de rentiers, 1 838 enfants de moins de 14 ans sont recensés, dont certains sont adoptés par des couples du Reich. Les 806 Polonais restants sont employés dans le Gouvernement général. Sur les 7 055 Polonais répertoriés au cours de cette opération, 2 609 sont écartés de leur sort futur, en raison soit de leur mort, de leur fuite ou parce qu'ils restent sur place, tandis que 1 310 personnes sont envoyées pour travailler dans le Reich, par quatre transports (comme le précise le fonctionnaire SS chargé de l'opération de sélection), 2 077 sont envoyées par deux transports dans les villages de rentiers, en réalité les groupes de maisons dont les habitants juifs ont été expulsés, 285 Polonais sont envoyés pour regermanisation dans le Reich et 644 personnes sont déportées vers le camp de travail d'Auschwitz.
Les opérations militaires de contre-guérilla, ordonnées par Globocnik, permettent aussi à l'occupant nazi d'étendre le processus de sélection à un nombre de plus en plus important de Polonais du district. En effet, les populations des villages situés dans les secteurs visés par les opérations militaires connaissent le processus de sélection raciale, destinée à détecter les enfants germanisables. Six mille d'entre eux sont ainsi légalement enlevés à leurs parents, connaissent une sélection dans le camp de Łódź : déclarés d'ascendance germanique, ils sont alors répartis dans deux camps, situés à Łódź, le camp racial ou le camp de transit, le premier géré par le RuSHA, le second par l'office du Reich aux migrants. Les enfants dirigés vers le camp de transit sont placés en observation, c'est-à-dire étudiés d'un point de vue comportemental et racial, les experts de la SS devant détecter les traits de caractère germaniques chez les enfants ainsi scrutés psychologiquement. Les enfants internés dans le camp racial sont ensuite confiés à des familles d'adoption dans le Reich et sont l'objet d'une politique systématique d'intégration dans le corps du peuple allemand, politique préconisée et ordonnée par Himmler en personne.
Au total, jusqu'au mois de juin 1943, 16 618 Polonais subissent cet examen racial : un quart est classé dans les groupes I et II, envoyé dans le Reich et regermanisé, 58 % sont classés dans le groupe III et le reste de ces 16 600 personnes est jugé inapte au travail, et envoyé soit à Auschwitz, soit dans les villages de rentiers. De plus, 100 000 Polonais ont été expulsés du district, et les Juifs ont été exterminés.

### La colonisation

#### Les colons

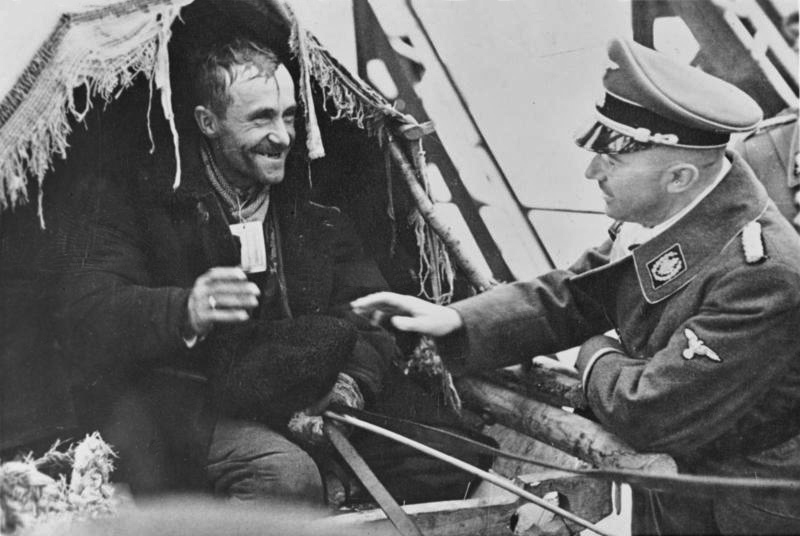
Accueil par Himmler de Volksdeutsche originaires de Galicie, région polonaise échue à l'Union soviétique en 1939.

Étape importante de cette entreprise de colonisation, la SS considère que la recherche de Volksdeutsche parmi les Polonais des régions échues au Reich doit être menée de façon scientifique.
Les familles qui doivent s'installer à Pflugstadt ont fait l'objet d'une sélection sévère parmi les Volksdeutsche de toute l'Europe. Dignes descendants des Indogermains, peuple mythique (et prolifique) cher aux raciologues nazis, les familles candidates à la colonisation dans le district comptent toutes plus de huit enfants, à l'image de ces familles de Volksdeutsche originaires de Moldavie, visitées à Heidenstein et érigées en modèles de comportement démographique par le gouverneur Fischer en mai 1943. Prolifiques, ces familles s'acquittent, aussi au moyen de leur nombreuse descendance, de la dette de colonisation, la Siedlungsschuld contractées lors de leur installation.
À ces Volksdeutsche d'origine polonaise s'ajoutent des Volksdeutsche des pays baltes, de Bessarabie, de Volhynie, de la Volga accueillis dans le Reich par Himmler en personne pour les premiers d'entre eux, à la suite des échanges de populations permis par le Pacte germano-soviétique. Au terme de deux années passées à travailler dans le Reich, 24 300 d'entre eux peuvent prétendre à une installation à Zamość.
Une fois ces populations identifiées, les organisations nazies tentent de générer au sein des familles un sentiment d'appartenance au Volk germanique. Inscrits sur les Volksliste, qui recensent l'ensemble des Allemands, les Volksdeutsche font l'objet de toutes les sollicitudes : aides financières, mise en place de formations et de cours de langue allemande, multiplication des contacts avec des Volkdeutsche issus de régions voisines ou éloignées, diffusion d'un mensuel bilingue destiné à renforcer leur sentiment d'appartenance au peuple allemand, organisations de spectacles d'enfants.
Les colons sont en général issus de diverses communautés de Volksdeutsche, comme à Zawada, petit bourg situé à une dizaine de kilomètres de Zamość, comme le constate, lors d'une visite en mai 1943, Ludwig Fischer, membre des SA, militant du NSDAP depuis 1926, gouverneur du district de Varsovie et proche de Frank. Les experts de la SS ont souhaité l'installation, dans chaque village, de Volksdeutsche originaires de différentes régions de l'Europe contrôlée par le Reich pour empêcher la création de solidarités entre colons d'une même région. Ainsi, dans le bourg de Zawada, visité par Fischer, promis à être rebaptisé Wirsing, ont été réinstallés un paysan Volksdeutsche de Serbie, douze paysans Volksdeutsche de Bessarabie, neuf de Russie, autant de Croatie et douze Volksdeutsche originaires d'autres régions polonaises ; cette situation, créant des « étrangers entre étrangers à l'étranger », donne aux fonctionnaires nazis de larges marges de manœuvre non seulement dans l'exercice de leurs prérogatives mais aussi dans la mise en place des hiérarchies sociales et économiques au sein des colons.

#### L'installation et la vie quotidienne dans les colonies SS
Les expulsions des Polonais à peine achevées, les colons allemands sont installés par la SS sur leurs fermes. Les deux populations ne se croisent pas sur le chemin, les uns étant dirigés vers leur camp de sélection, les autres vers leur nouvelle maison.
La vague d'installation du début de janvier 1943 est la mieux connue. Le 4 janvier, les familles sélectionnées se rendent avec leurs biens dans le village qui doit les accueillir, et où se tient le Dorfführer, un Wehrbauer (paysan soldat) membre des SS et Allemand du Reich, entouré de ses proches collaborateurs et de femmes membres d'organisations nazies : ces dernières, souvent des étudiantes, ont préparé, c'est-à-dire nettoyé, les maisons, dont les précédents habitants ont été expulsés souvent quelques jours plus tôt ; le chef du village attribue les fermes aux colons allemands selon un cadastre soigneusement établi. Dans ces fermes, dotées d'une parcelle de 30 hectares, les colons trouvent le bétail et le matériel agricole abandonné par les paysans polonais lors de leur expulsion.
À la tête de ces colonies agraires, se trouve un prévôt, assisté d'un conseiller agraire et d'un juge, qui exerce sa fonction selon le droit en vigueur dans le Reich, y compris les dispositions issues des lois agraires, limitant la fragmentation de la terre. Le 9 mai 1943, après une inspection en règle, le gouverneur du district de Varsovie, Ludwig Fischer, préside à l'investiture des prévôts et des bourgmestres des villages.
Selon les directives rédigées par Globocnik, la religiosité spécifique de la SS, issue du paganisme, est destinée à devenir une sorte de culte officiel : la fête de Yule, tout comme la fête du solstice, sont célébrées dans les colonies, l'ensemble des colons devant y assister.

#### Le remodelage des terroirs
L'expropriation des populations polonaises, juives ou non, permet le redécoupage du sol. Alors que le terroir polonais de Zamość est découpé en parcelles très allongées, issues de partages égalitaires, le terroir allemand doit comporter des parcelles redécoupées, regroupant plusieurs parcelles longilignes et séparées par des haies : rendues cohérentes par leur redécoupage, ces parcelles peuvent ainsi donner un meilleur rendement. Ces parcelles, en réalité des exploitations de 30 hectares, s'organisent autour d'une ferme, et doivent se transmettre selon la volonté du propriétaire, qui choisit son successeur, de préférence l'un de ses fils. Ces parcelles sont ainsi données à chaque famille, sans loyer, pour la durée d'une génération ; à l'issue d'une période de probation de trente-trois années, la famille se voit investie de l'ensemble des droits définis par les lois agraires allemandes des années 1930.
À cette germanisation des terroirs s'opère une germanisation des toponymes : ainsi, Bortatyzce est devenue Baltenhof, Skierbieszów porte le nom germanique de Heidenstein et Zawada doit porter le nom de Wirsing.

## Les populations polonaises et ukrainiennes face à la colonisation
Les projets de Himmler et Globocnik entraînent aussi des réactions de la part de la population locale. Celle-ci, pour échapper aux déplacements forcés, prend la fuite et crée des groupes de partisans très actifs dans la région. La présence de ces nombreux partisans incitera les Allemands à mener en 1943 de vastes opérations militaires.

### Ukrainiens et Polonais sous la botte allemande
La population du district se répartit, après l'extermination des Juifs, entre Polonais et Ukrainiens, dans des villages tantôt à majorité polonaise, tantôt à majorité ukrainienne. Dans un contexte marqué par vingt années de répression des minorités ukrainiennes par la Pologne, la gouverneur général Hans Frank tente de s'appuyer sur les Ukrainiens contre les Polonais.
Dans un premier temps épargnées par les évacuations, les Ukrainiens doivent être utilisés comme tampon entre les Polonais, hostiles, et les Allemands, colons ou militaires. De plus, parmi les Ukrainiens, sont recrutés de nombreux collaborateurs de l'occupant nazi, qu’ils soient Hiwis, volontaires des Schutztruppen, méprisés par les Allemands, ou SS ukrainiens, irréguliers bénéficiant d'une grande impunité, utilisés dans les opérations de lutte contre les partisans et pour l'épuration ethnique. Cependant, malgré la présence de ces collaborateurs, les responsables allemands, Globocnik et Frank les premiers, ne souhaitent pas le maintien à terme d'une population ukrainienne. Dans les villages destinés à être repeuplés par des colons germaniques, les Ukrainiens sont eux aussi expropriés et déplacés, mais ils reçoivent en échange des exploitations prises à des paysans polonais, juifs ou non, souvent plus étendues que leurs anciennes fermes, ou celles des Polonais qu'ils remplacent, mais en général situées sur des terres moins fertiles.
Les Polonais qui ont pu rester sur place sont soumis à des transferts de population, aux opérations de représailles des Allemands et des collaborateurs ukrainiens. Par la suite, leur attitude se caractérise à la fois par une résistance passive contre l'occupant et ses alliés locaux (comprenant l'abattage du bétail à la première alerte) et par le soutien à la résistance militaire structurée dans le district autour des populations en fuite, de soldats soviétiques débandés, d'évadés des camps de prisonniers voisins, issus de diverses armées (soviétique, française).
Rapidement, les Allemands pratiquent une politique différenciée selon l'origine ethnique des bénéficiaires. Ainsi, les Ukrainiens de la région ne ressentent aucune crainte face aux Allemands et à leurs projets. De façon symbolique, l'église orthodoxe ukrainienne reste ouverte tandis que les églises polonaises sont systématiquement fermées ; de même, les opérations Werwolf de lutte contre les partisans visent à permettre une substitution des Polonais par des Ukrainiens, pour le moment alliés des occupants.
La différence de traitement entre les deux populations pousse certains Polonais à demander à être inscrits sur les listes du peuple ukrainien mises en place par les occupants, ce que les responsables locaux ukrainiens acceptent en échange d'une conversion à l'orthodoxie, ce qui cause des complications dans les rapports entre la hiérarchie orthodoxe ukrainienne et les autorités d'occupation,. D'autres réagissent par la lutte armée, également dirigée contre les Ukrainiens de la région, dans le cadre d'une guerre ethnique, génératrice d'une profonde défiance entre les communautés, défiance notée par les rédacteurs allemands des bilans des grandes opérations de lutte antipartisans de l'été 1943.

### La résistance, son action et la répression allemande
Les évacuations de population et le paysage créent les conditions de la mise en place et du maintien de forts maquis dans le district. En effet, les populations évacuées viennent renforcer les mouvements de résistance qui se mettent en place progressivement, surtout après le début de la guerre à l'Est, comme le déplore Globocnik le 17 octobre 1941.
Pour lutter contre l'épuration allemande, la résistance polonaise, rapidement informée de la nature et de l'ampleur des projets de colonisation dans le district de Zamość, met en place des procédés d'accueil des villageois, cibles potentielles des opérations de nettoyage ethnique : fuyant souvent la nuit, les paysans polonais emportent avec eux une partie de leurs affaires personnelles, les outils utiles à l'exploitation de leurs terres, et leur cheptel. Ces paysans en fuite rejoignent les maquis ou forment des communautés clandestines, qui bénéficient de l'aide de leurs compatriotes, et se regroupent en bataillons paysans. Au sein de ces maquis cohabitent différentes populations en révolte contre le Reich : des militaires polonais ne s'étant pas rendus en 1939, des prisonniers de guerre soviétiques et français évadés des stalags de la région, des Juifs ayant échappé aux arrestations, ou encore des unités de la résistance polonaise.
Les résistants polonais locaux, de plus en plus organisés, en lien étroit avec l'armée de l'intérieur, multiplient les opérations de lutte contre les opérations de colonisation et de recherche par la SS de tout « porteur de sang germanique nordique » dans le district : ainsi ils tentent systématiquement de détruire les registres municipaux d'état civil. Cependant, en raison de moyens encore limités, les diverses unités composant les maquis ont comme consigne de ne pas chercher l'affrontement direct avec l'occupant, sauf en cas de défense des civils polonais. Cet ordre n'est pas toujours respecté, comme lors de l'action de la nuit du 27 au 28 décembre 1942, menée contre trois villages peuplés d'Allemands autour de Lipsko : au cours de cette action, les villages sont incendiés, les colons amorcent une tentative de résistance mais abandonnent rapidement les lieux, laissant sur le terrain quelques dizaines de morts et de blessés. Au printemps 1943, les autorités allemandes des villages du district se retrouvent totalement paralysées voire menacées par les actions des partisans, ce qui remet en cause, selon les responsables de la colonisation dans le district, la présence allemande dans le secteur.
Dans un premier temps, les mesures allemandes sous-estiment gravement l'ampleur et les moyens dont dispose la résistance. Ainsi, à la suite des attaques de décembre 1942, une section de 80 gendarmes se présente à Lipsko, à 8 km de Zamość, fusille quinze personnes prises au hasard, puis se retire. Le lendemain, 30 décembre, c'est une compagnie de 100 gendarmes, renforcés par 300 irréguliers, composés de Volksdeutsche armés par la SS, qui tente de reprendre le terrain perdu. Ces unités se heurtent à 130 partisans polonais, épaulés par 37 Soviétiques, lourdement armés, qui finissent par se replier après cinq heures de combat, après une intervention aérienne de soutien des troupes au sol menée par la Luftwaffe. Au terme de ces engagements, les partisans perdent huit hommes, tandis que les Allemands déplorent 200 morts et 30 blessés. Dans les jours qui suivent, les résistants organisent des actions spectaculaires, notamment durant la nuit du nouvel an 1943, qui désorganisent les transports ferroviaires dans le secteur. Puis, durant le mois de février 1943, la résistance, réorganisée, mène un soulèvement d'ampleur, impliquant, dans le sud du district, une force puissamment organisées de 800 combattants face auxquels les effectifs allemands déployés sur place se trouvent impuissants.
Les actions de résistance entraînent une spirale d'opérations de répression allemande, de plus en plus violente au fil des mois. Au début du mois de juin 1943, 183 habitants (sur 196) du village de Sochy sont massacrés en représailles des actions de la résistance dans le district. Cette spirale culmine avec les opérations Werwolf I et II, menées avec le soutien de supplétifs ukrainiens : ces actions, lancées à partir du 23 juin 1943, sont destinées à chasser les Polonais de la région et à les remplacer par des Ukrainiens. Cependant, ces opérations désorganisent la production agricole, et remettent en cause les projets de Himmler, qui souhaite relancer la colonisation une fois les semailles faites. Pour pouvoir mener à bien ces opérations de lutte contre les partisans, Himmler envoie dans le district Erich von dem Bach-Zelewski, « plénipotentiaire pour la lutte contre les bandes », pour déterminer avec le gouverneur général Hans Frank des modalités pratiques de la mise en place d'opération de contre-guérilla.
Ainsi, lors de la première opération, Globocnik engage non seulement les forces de police et de gendarmerie du district de Lublin, placées normalement sous son commandement, mais aussi six bataillons de police motorisée et deux bataillons de la division SS « Galicie », constituée de volontaires ukrainiens, soit 10 000 soldats, appuyés par l'aviation et l'artillerie. L'opération a pour objectif principal la commune d'Alexandrow et sa région, peuplée par 7 000 habitants. Rapidement, ces opérations militaires se révèlent des échecs, renforçant les maquis des paysans chassés de leurs terres et empêchant la venue de colons allemands appelés à s'installer à la place des paysans polonais expulsés, envoyés pour sélection raciale dans les camps de transit et parfois obligés d'y rester pendant des semaines.
Au cours des opérations de lutte contre les maquis qui sont organisées durant l'année 1943, la SS continue, cette fois, sous le couvert de guerre contre les partisans, de mener la politique de déplacement forcé et de sélection de la population : 36 500 personnes passent ainsi par les camps de sélection raciale de la SS de Zamość. 264 sont déclarées relever des catégories I et II, germanisables, 29 000 personnes sont déclarées relever de la catégorie III, promises au travail obligatoire, en Pologne ou dans le Reich, et 4 500 enfants sont promis soit à adoption dans le Reich, soit à l'extermination.
En dépit de leur violence et de leur succès momentané, les multiples actions répressives, lancées par la SS dans le district, se soldent par un échec durable, la résistance polonaise parvenant, en dépit de ses lourdes pertes à mette un terme aux projets coloniaux dans le district.

## La fin de l’Action Zamość

### Changement de paradigme

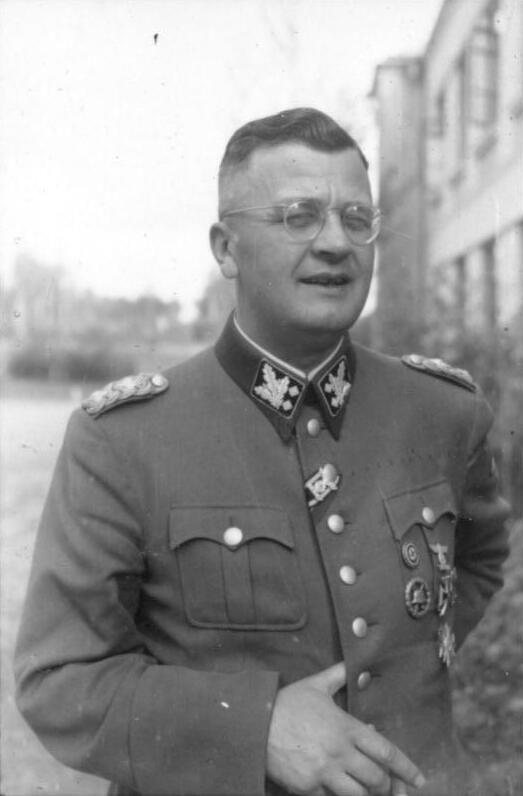
Erich von dem Bach-Zelewski, acteur de la répression des mouvements partisans dans le district de Lublin.

L'ampleur de la résistance oblige les responsables locaux allemands, civils comme SS, à modifier profondément les projets coloniaux dans le district. En effet, l'intervention d'Erich von dem Bach-Zelewski dans la région à partir du début de l'année 1943, matérialise le changement de nature des projets dans le district.
L'Opération Werwolf, lancée en juin 1943, constitue une césure dans la lutte contre les maquis de partisans locaux. Les deux opérations secondaires qui la composent ont pour objectif de vider les arrondissements du Sud du district de leur population polonaise pour y installer des Ukrainiens, dans le cadre d'un projet visant à déclencher un conflit ethnique de grande ampleur dans la région entre ces deux communautés,. Dans ce cadre, les Ukrainiens sont installés dans des villages fortifiés, puis, épaulés par les SS, tentent de juguler l'action des résistants polonais, appuyés par la population locale polonaise, réfugiée dans les forêts.
De plus, l'éloignement de Globocnik, nommé en Slovénie, renforce la modification des objectifs induite par le renforcement de la lutte contre les partisans polonais.

### La paralysie de la colonie
Dans les mois qui précèdent l'abandon de la colonie, la résistance prend une ampleur telle qu'elle paralyse son activité économique, comme l'affirme le gouverneur de Lublin à Himmler dans un courrier du 3 mai 1944. Dans les derniers moments de l'existence de la colonie, en février 1944, de fortes concentrations de partisans soviétiques et ukrainiens sont repérées par les troupes allemandes. Face à ces concentrations, fortes au total de près de 5 000 combattants, et continuellement renforcées à partir du mois suivant, une milice d'autodéfense, aux effectifs limités et à la valeur combattante réduite, est organisée.

### L'abandon du projet
Comme l'ensemble des projets d'aménagements de l'Est de l'Europe, le projet est progressivement abandonné au début de l'année 1943. Ainsi, alors que Himmler se désintéresse des projets coloniaux à partir du mois de février 1943, l'installation de nouveaux colons est suspendue dès le mois de mai.
Abandonné de fait au cours de l'été 1943, le projet colonial ne constitue plus la priorité des administrateurs allemands de la région durant la dernière année de présence allemande ; durant cette dernière année, ceux-ci tentent non seulement de contrôler tant bien que mal le territoire rural de la Zamojszczyzna, mais aussi de dresser les deux communautés l'une contre l'autre, s'appuyant sur les Ukrainiens contre les Polonais.
Les succès soviétiques du printemps 1944 poussent les colons, qu'ils soient allemands du Reich ou membres des communautés de Volksdeutsche, à fuir la région en un flot ininterrompu à partir du mois de mars. Le district se transforme alors en champ de bataille progressivement évacué par la Wehrmacht, les SS et les derniers colons, malgré les prises de positions volontaristes des cadres SS et des instances officielles du Gouvernement général.
Cependant, face aux succès soviétiques du début de l'été 1944 en Galicie et en Pologne, les occupants allemands quittent la ville et abandonnent de fait les opérations de colonisation ; la région est évacuée assez rapidement après le début de l'offensive, lancée le 12 juillet 1944. À partir du 23 juillet, la résistance intérieure polonaise, soutenue par le gouvernement en exil à Londres, exerce les prérogatives du pouvoir avant de s'effacer devant les représentants locaux du comité de Lublin le 3 août suivant.